# Принцесса Бурунди
Принцесса Бурунди (лат. Neolamprologus brichardi) — тропическая пресноводная рыба из семейства цихловых отряда окунеобразных.

## Описание
Длина тела до 9 см, в аквариуме до 12 см (обычно 7—10 см). Окраска розовато-бежевая с мелкими жёлтыми крапинками на теле и плавниках, от глаза к краю жаберной крышки проходит прерывающаяся чёрная полоса. На верхнем крае узорчатых жаберных крышек находится ярко-желтое пятно. Над каждым глазом находится зеленоватое пятно, рыльце имеет голубоватый мозаичный рисунок. Самый необычный признак этой цихлиды — сильно удлинённые кончики спинного, анального и хвостового плавников, имеющих оранжевые штрихи и ярко-голубое с белым окаймление. Хвостовой плавник лировидной формы. В брачный сезон у самцов плавники становятся зеленовато-голубыми, голова по бокам и снизу голубой, жёлтые пятнышки ярче. Самцы крупнее самок, с более удлинёнными концами плавников.

## Распространение
Эндемик северной части озера Танганьика (Восточная Африка), населяет неглубокие скальные биотопы, редко встречаясь на глубине более 7 м. Бентопелагическая рыба. Обитает в воде с температурой +22…+25 °C и pH = 8,0—9,0 на глубине от 3 до 25—30 м.

## Образ жизни
Питается фито- и зоопланктоном, моллюсками и насекомыми. Это строго стайные рыбы в отличие от других лампрологусов. Стаи основаны на кровном родстве и отличаются строгой иерархией. Ядром стаи является небольшая группа производителей, обычно не более 10 особей. Они активно размножаются, причем интервалы между нерестами составляют до 20 дней. Забота об икре, личинках и начавших плавать мальках возлагается не только на производителей, но и на особую группу особей-помощников. Ими являются мальки 4-5-й возрастной группы, в основном будущие самки. Эта группа занимает вторую ступень в иерархической лестнице стаи. Следующую группу составляет подрастающая молодь до пятой возрастной категории. Достигнув 3-4-месячного возраста, они покидают места нереста родителей, пополняя самую многочисленную часть стаи. Это самая «бесправная» группа, не имеющая даже своей территории. Обычно они находятся в 1—2 м над нерестовыми площадками родителей, где постоянно снуют хищники.
Созревает в возрасте 8—10 месяцев. Самец нерестится с одной или несколькими самками. Преднерестовая самка отличается длинной генитальной папиллой. Икру чаще откладывают с внутренней стороны субстрата. Нерест порционный, за один раз самка вымётывает до 30 икринок. Пара рыб охраняет участок, на котором отложила икру.

## Содержание в аквариуме
В СССР аквариумисты содержат принцессу Бурунди с 1972 года. Для пары рыб необходим аквариум объёмом не менее 50—60 л, но лучше содержать группу (один самец и несколько самок) в более крупном аквариуме (не менее 150 л). Его следует накрывать, так как рыбы могут выпрыгивать. Аквариум оборудуют под прибрежный скальный рельеф с небольшими пещерками, каменистым грунтом и зарослями валлиснерии по углам. Растения, чтобы рыбы их не выкопали, необходимо сажать в горшки или обкладывать их корни камнями. Температура воды +22…+26 °С (максимальная +28° С), рН = 7,6—8,1 (минимум 7,0, максимум 8,6), жёсткостью воды dH = 8—20° (25°). Необходимы аэрация, фильтрация (фильтр желателен с наполнителем из дробленого мрамора), еженедельная подмена 10—30 % объёма воды с такими же характеристиками. Условия в аквариуме должны быть стабильными. Миролюбивые рыбы, хорошо уживаются в аквариуме со среднего размера неагрессивными соседями — радужницами (Melanotaenia spp.), атеринами (Telmatherina ladige-si) и другими, предпочитающими жесткую воду со слабощелочной реакцией. Агрессивность проявляется только в период нереста. Кормят живыми кормами и дополнительно сухими (едят неохотно). Можно подкармливать мелко нарезанным филе морских рыб.
Нерестятся парами. Нерестовый аквариум не менее 50 л на пару. В большом аквариуме (более 200 л) возможен групповой нерест. В нерестилище необходимы цветочные горшки без дна или гроты из камней. Нерест можно стимулировать подменой 10 % воды с одинаковыми химическими характеристиками и повышением температуры примерно на 2° (до +26…+27°С). Икру обычно откладывают с внутренней стороны укрытия. Плодовитость до 200 икринок, в первые нересты около 80 шт. Инкубационный период длится около 3 суток. Личинки превращаются в мальков и начинают самостоятельно питаться через 6—9 суток при температуре +25° С. Стартовый корм — мелкий планктон: коловратки, науплии артемии и циклопы. Родители ухаживают за потомством долго, так что в аквариуме иногда могут находиться мальки трёх генераций. Пара рыб охраняет территорию в радиусе около 25 см вокруг укрытия с икрой. Молодь, подросшая до 3—5 см, держится на родительской территории или около её границ и выполняет функции помощников по охране и уходу за территорией, проявляет покорность по отношению к родителям и доминантным особям семьи, но агрессивно нападает на посторонних. У такой молоди ниже энергетические расходы и замедлен темп роста. Окрашена молодь, как родители. Нередки случаи охраны взрослыми особями чужих мальков своего же вида. Родители заботятся о своем потомстве две недели, а затем вновь готовы к нересту, и тогда или их, или личинок следует отсадить. Если нужно ускорить следующее икрометание, горшок с икрой после нереста надо перенести для инкубации в другую ёмкость, не дожидаясь выклева личинок.
Принцесса Бурунди является наименее прихотливым и наиболее стойким к условиям среды видом среди представителей рода Neolamprologus.